# NGC 3324
NGC 3324 est une nébuleuse en émission située dans la constellation de la Carène. Elle a été découverte par l'astronome écossais James Dunlop en 1826.
NGC 3324 est aussi appelée la nébuleuse Gabriela Mistral en raison de sa ressemblance avec cette poétesse chilienne sur certaines images de cette nébuleuse. Selon Bish et ses collègues, l'amas ouvert en périphérie de NGC 3324 et NGC 3293 forment un double amas.

## Amas ouvert d'étoiles de NGC 3324
NGC 3324 est situé à la périphérie de la région chaotique de la nébuleuse de la Carène (NGC 3372). Un environnement riche en gaz et en poussière dans cette nébuleuse a donné naissance il y a quelques millions d'années à la formation de plusieurs étoiles massives très chaudes que l'on distingue très bien sur une image prise par l'ESO à l'observatoire de La Silla au Chili.
Le rayonnement intense émis par plusieurs des énormes étoiles bleu-blanc de NGC 3324 a creusé une cavité dans les gaz et la poussière environnants. Le rayonnement ultraviolet de ces jeunes étoiles chaudes provoque également le nuage de gaz dans des couleurs riches.
Les rayonnements et les vents stellaires des jeunes étoiles ont expulsé la matière de la nébuleuse et ainsi produit un creux dans la nébuleuse. La matière expulsée forme d'ailleurs une région lumineuse réputée former la silhouette du visage de Gabriela Mistral sur les images de l'ESO.

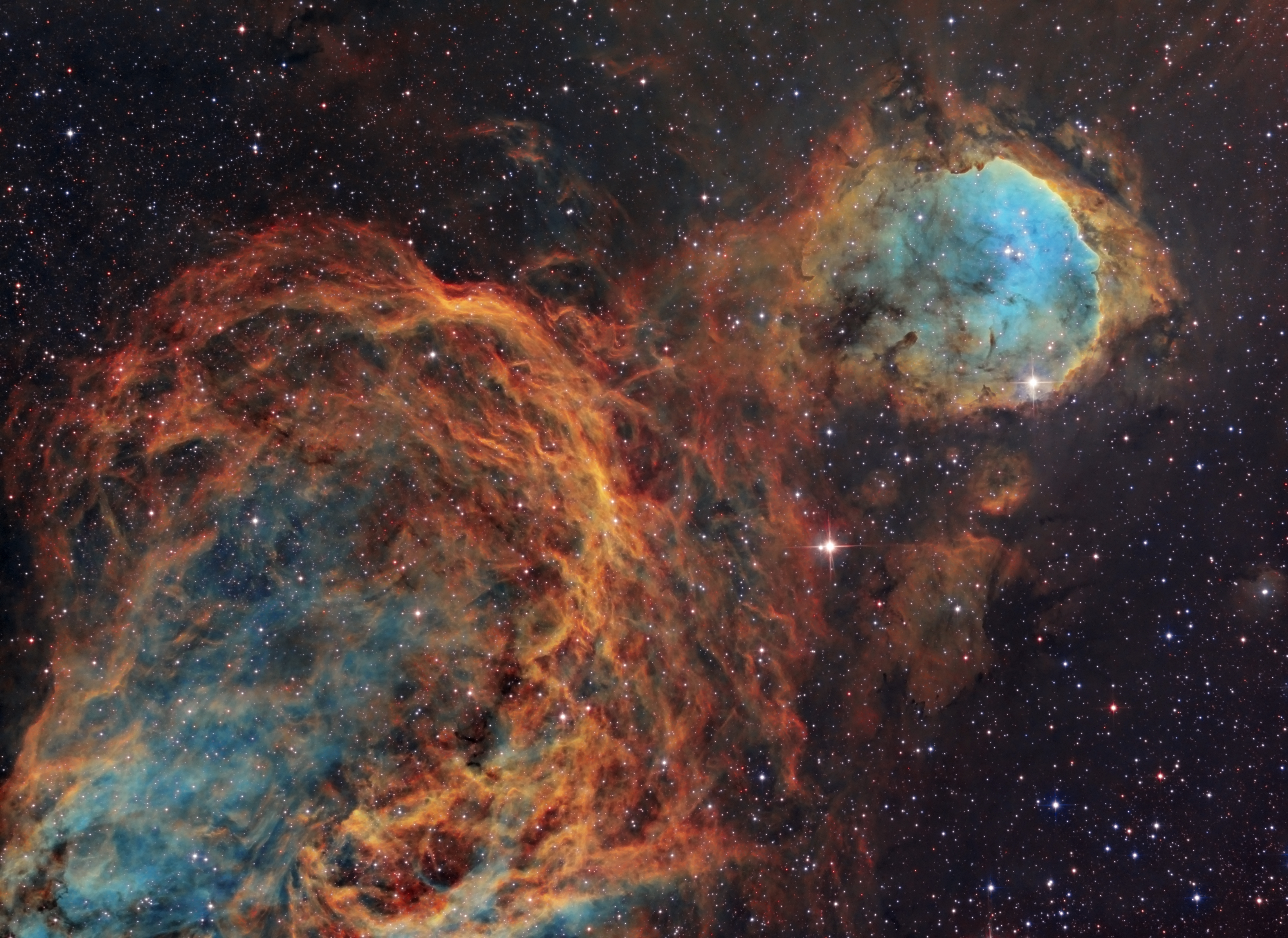
Nébuleuse obtenue avec la technique de bande étroite et la palette Hubble.
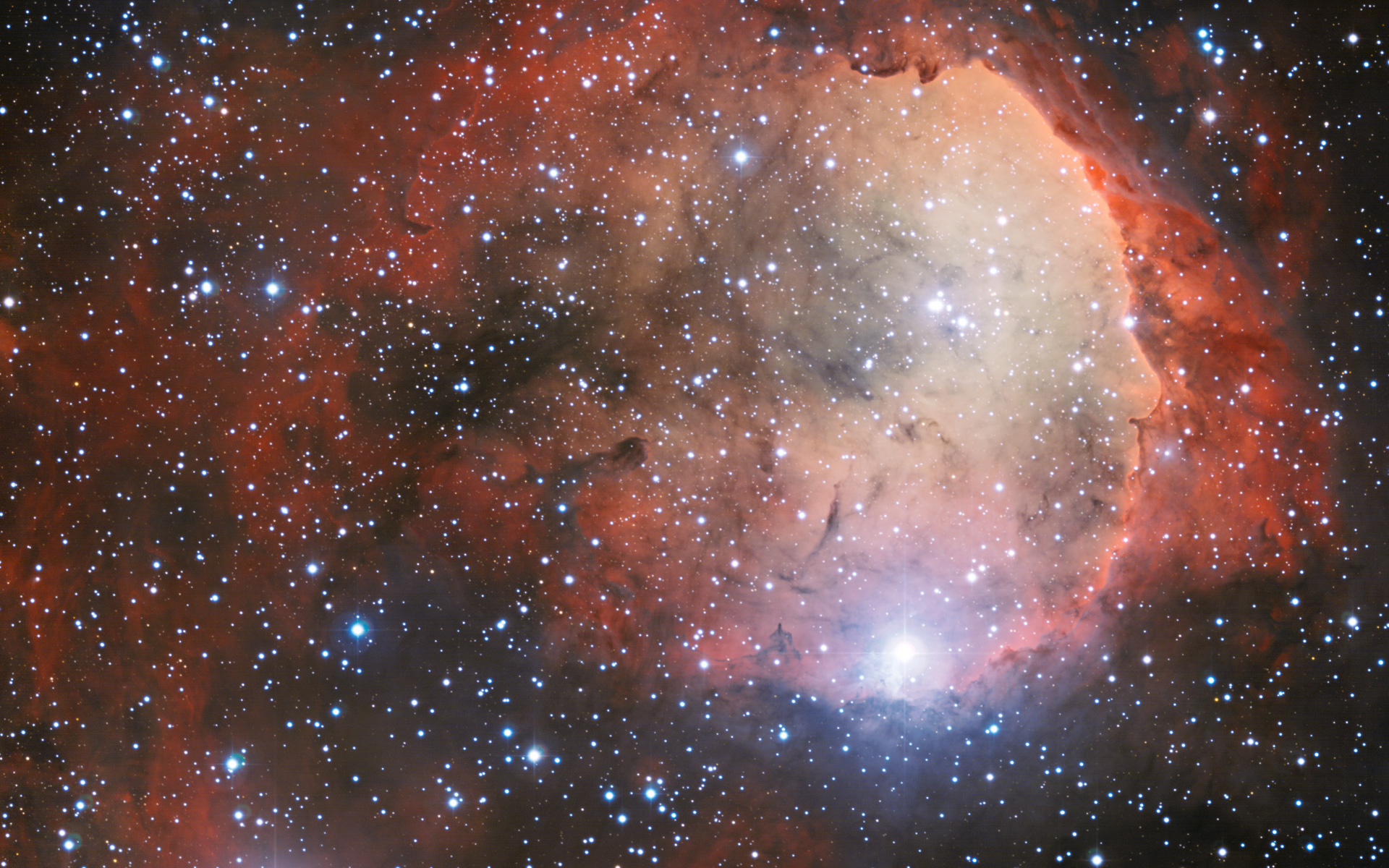
Imageur à large champ du télescope MPG/ESO de 2,2 mètres.
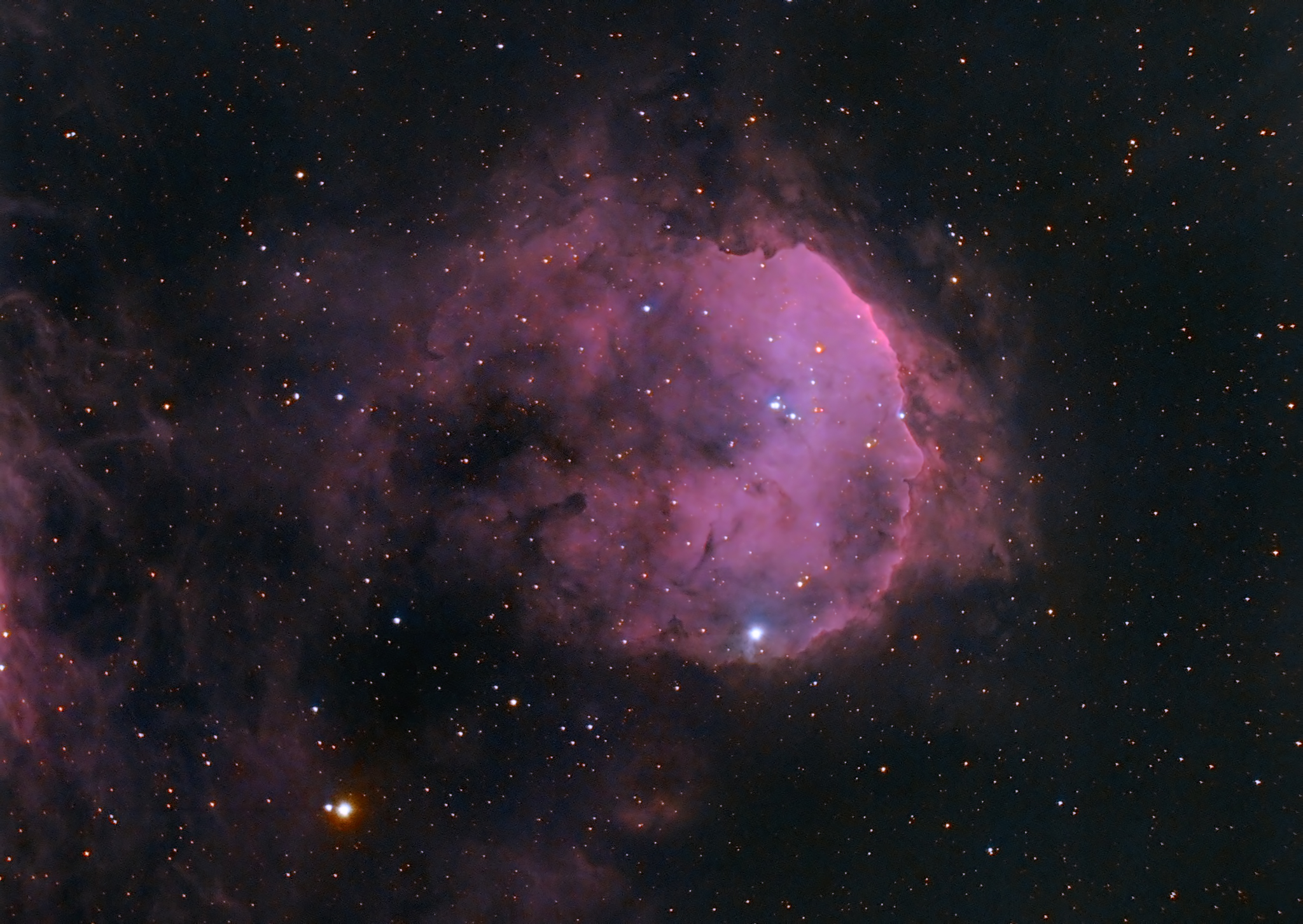
Certains voient la figure de Gabriela Mistral dans cette nébuleuse

## Images fournies par Hubble et le JWST
Un célèbre détail de la nébuleuse a été observé par Hubble entre 2006 à 2008 et diffusée par la NASA en 2008. Il montre le bord de la cavité gazeuse géante au sein de NGC 3324. La nébuleuse rougeoyante a été découpée par un rayonnement ultraviolet intense et des vents stellaires provenant de plusieurs jeunes étoiles chaudes.
Un groupe d'étoiles extrêmement massives, situé bien en dehors de cette image au centre de la nébuleuse, est responsable de l'ionisation de la nébuleuse et de l'excavation de la cavité. L'image révèle également de spectaculaires tours sombres de gaz et de poussière froids qui s'élèvent au-dessus du mur de gaz luisant. Le gaz dense au sommet résiste au rayonnement ultraviolet brûlant des étoiles centrales et crée une tour qui pointe dans la direction du flux d'énergie. Le rayonnement de haute énergie émanant des jeunes étoiles chaudes de NGC 3324 sculpte le mur de la nébuleuse en l’érodant lentement.
Le 12 juillet 2022, la NASA a organisé une conférence de presse autour des premiers résultats scientifiques du télescope James-Webb. Une image similaire à celle d'Hubble mais avec des détails considérablement améliorés a fait partie des cinq objets dévoilés au cours de la conférence, sous le nom de “Falaises cosmiques”.

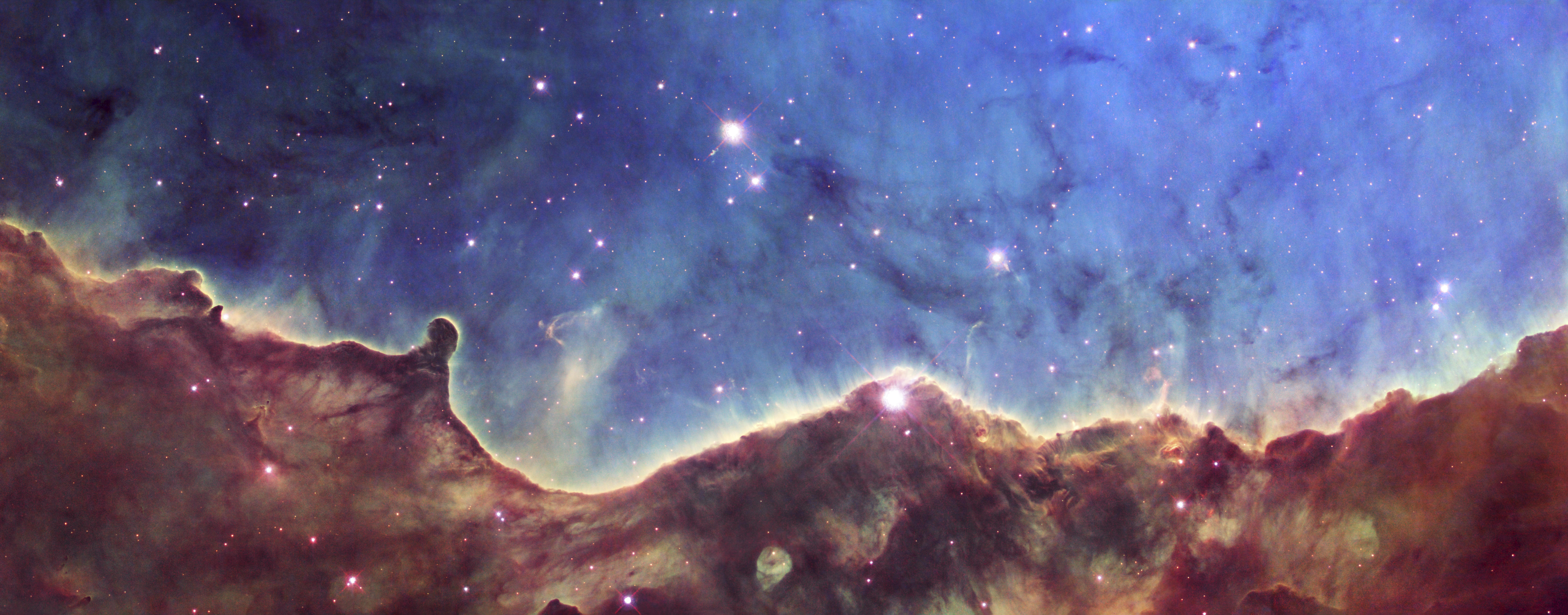
L'image captée par Hubble en 2008.
Détails de la même section ouest par le JWST.